# Гердерн (Тургау)
Гердерн (нім. Herdern TG) — громада  в Швейцарії в кантоні Тургау, округ Фрауенфельд.

## Географія
Громада розташована на відстані близько 135 км на північний схід від Берна, 5 км на північ від Фрауенфельда.
Гердерн має площу 13,7 км², з яких на 5,6% дозволяється будівництво (житлове та будівництво доріг), 67,1% використовуються в сільськогосподарських цілях, 27,2% зайнято лісами, 0,1% не є продуктивними (річки, льодовики або гори).

## Демографія
2019 року в громаді мешкало 1115 осіб (+17,1% порівняно з 2010 роком), іноземців було 10,7%. Густота населення становила 81 осіб/км².
За віковим діапазоном населення розподілялося таким чином: 20,5% — особи молодші 20 років, 63,6% — особи у віці 20—64 років, 15,9% — особи у віці 65 років та старші. Було 467 помешкань (у середньому 2,4 особи в помешканні).
Із загальної кількості 374 працюючих 111 був зайнятий в первинному секторі, 33 — в обробній промисловості, 230 — в галузі послуг.